# Exochus gravis
Exochus gravis là một loài tò vò trong họ Ichneumonidae.